# رئيس الرؤساء (فلم)
رئيس الرؤساء (بالإنجليزية: Boss of All Bosses) هو فيلم كوميدي نيجيري مناسب للعائلة يدور حول الصراع بين مديرين تنفيذيين؛ توني وصموئيل، اللذين لن يتوقفوا عن أي شيء من أجل الحصول على لقب الرئيس الأعلى. تم إصدار الفيلم في 15 يونيو، ويتميز بأداء كل من أكبورورو، ونيدو وازوبيا، وماما جي (بايشنس أوزكوور)، وأوكون لاغوس (بيشوب إيمي)، " سيناتور (بيتيل نجوكو)، إميكا كاتشيكو، آدوني أدي، ساني دانجا، إنيولا بادموس، وباباتوندي تشارلز.

## الإصدار
تم إصدار فيلم "رئيس الرؤساء" في نيجيريا في 15 يونيو 2018.

## الاستقبال
تيريني أديبايو، في كتابته لموقع موقع كيمي فيلاني نيوز، وصف الفيلم بأنه "مزعج ومزعج بشكل عميق"، وذهب ليقول أن الفيلم قد يكون "أسوأ فيلم نوليوود رأيناه على الإطلاق في السينما" ونصح المشاهدين بـ "العمل بجد لتجنب هذه القمامة إلى الأبد؛ حتى على التلفاز". أما أوديري إيدوو، في كتابته لـ نبض نيجيريا، فقد كان أكثر إشادة ووصف الفيلم بأنه "من بين الأفلام التي تستكشف المشاكل النيجيرية من منظور جديد".